# Nati nel 1490
| Questa pagina contiene informazioni ricavate automaticamente dalle voci biografiche con l'ausilio del template Bio e di un bot. L'aggiornamento è periodico e automatico e ricostruisce completamente la pagina. Se manca una persona in questa lista, sei pregato di non aggiungerla, ma accertati piuttosto che la sua voce biografica contenga il template Bio e che i dati anagrafici siano correttamente compilati. Se il template Bio manca, inseriscilo tu stesso o, in alternativa, metti l'avviso {{tmp\|Bio}} che ne segnala la mancanza. Se i dati riportati sono sbagliati, correggi direttamente la voce biografica; le modifiche saranno visibili in questa lista entro pochi giorni. Per chiarimenti vedi il progetto biografie. La lista contiene solo le 92 persone che sono citate nell'enciclopedia e per le quali è stato implementato correttamente il template Bio. Pagina aggiornata al 10 giu 2025. |

## Gennaio(2)
- 10 gennaio - Gabriele Cesano, vescovo cattolico italiano († 1568)
- 15 gennaio - Francesco Frigimelica, medico italiano († 1558)

## Febbraio(2)
- 17 febbraio - Carlo III di Borbone-Montpensier, condottiero francese († 1527)
- 21 febbraio - Hans Dürer, pittore, illustratore e incisore tedesco († 1538)

## Marzo(3)
- 6 marzo - Fridolin Sicher, compositore e organista svizzero († 1546)
- 24 marzo - Giovanni Salviati, cardinale e vescovo cattolico italiano († 1553)
- 25 marzo - Francesco Maria I della Rovere, nobile e condottiero italiano († 1538)

## Aprile(1)
- 13 aprile - Pirro Gonzaga, condottiero italiano († 1529)

## Maggio(1)
- 16 maggio - Alberto I di Prussia, nobile prussiano († 1568)

## Giugno(3)
- 11 giugno - Juan Ginés de Sepúlveda, umanista, scrittore e presbitero spagnolo († 1573)
- 23 giugno - Lorenzo Lotti, scultore, orafo e architetto italiano († 1541)
- 28 giugno - Alberto di Hohenzollern, cardinale e nobile tedesco († 1545)

## Luglio(1)
- 15 luglio - Francesco Maria Róndani, pittore italiano († 1550)

## Agosto(2)
- 3 agosto - Germano di Kazan' e Svijažsk, religioso e santo russo († 1567)
- 25 agosto - Andrej di Starica, principe russo († 1537)

## Settembre(1)
- 21 settembre - Galvarino, militare nativo americano († 1557)

## Ottobre(3)
- 12 ottobre - Bernardo Pisano, cantore e compositore italiano († 1548)
- 23 ottobre - Olao Magno, umanista, geografo e arcivescovo cattolico svedese († 1557)
- 31 ottobre - Nuño Beltrán de Guzmán, esploratore spagnolo († 1544)

## Novembre(1)
- 10 novembre - Giovanni III di Kleve, nobile († 1539)

## Dicembre(3)
- 25 dicembre - Giovanni Marinoni, presbitero italiano († 1562)
- 26 dicembre - Friedrich Myconius, teologo tedesco († 1546)
- 30 dicembre - Ebussuud Efendi, giurista ottomano († 1575)

## Senza giorno specificato(69)
- Muhammad al-Shaykh, sultano marocchino († 1557)
- Giovanni Vincenzo Acquaviva d'Aragona, cardinale e vescovo cattolico italiano († 1546)
- Francesca d'Alençon, nobildonna francese († 1550)
- Vespasiano Anfiareo, letterato italiano († 1564)
- Ashina Morikiyo, militare giapponese († 1553)
- Matthäus Aurogallus, linguista e ebraista tedesco († 1543)
- Fernando Francesco d'Avalos, condottiero italiano († 1525)
- Vincenzo Barsio, poeta, teologo e filosofo italiano († 1529)
- Bartolomeo Beretta, artigiano italiano († 1565)
- Antonio Blado, tipografo italiano († 1567)
- Capino Capini, condottiero e ambasciatore italiano († 1545)
- Ludovico Cati, giurista, ambasciatore e politico italiano († 1553)
- Eustace Chapuys, diplomatico francese († 1556)
- Colocolo († 1555)
- Stefano IV Colonna di Palestrina, nobile e militare italiano († 1548)
- Giovanni Vincenzo Corso, pittore italiano († 1545)
- Jean Cousin il Vecchio, pittore, incisore e scultore francese († 1560)
- David Reubeni, attivista arabo († 1541)
- Pandolfo Fancelli, scultore italiano († 1526)
- Bernardino Ferrari, pittore italiano
- Antonio Filonardi, vescovo cattolico italiano († 1560)
- Peter Flötner, scultore, orafo e intagliatore tedesco († 1546)
- Ludovico Fogliani, musicista italiano († 1548)
- André de Foix, generale francese († 1547)
- Giovanni Battista Folengo, monaco cristiano e teologo italiano († 1559)
- Guido Fontana, ceramista italiano († 1576)
- Innocenzo da Imola, pittore e disegnatore italiano († 1550)
- Valentin Friedland, pedagogista tedesco († 1556)
- Ulrich Fugger il Giovane, banchiere e mercante tedesco († 1525)
- Michael Gaismair, politico e rivoluzionario austriaco († 1532)
- Brunoro Gambara, condottiero italiano († 1559)
- Lucas Gassel, pittore fiammingo († 1568)
- Benedetto Gentile Pevere, doge († 1555)
- Luca Ghini, medico, botanico e farmacologo italiano († 1556)
- Petrus Gillius, naturalista e traduttore francese († 1555)
- Pietro Giustiniani, politico e storico italiano († 1576)
- Anthony Glaser, pittore svizzero († 1551)
- Agostino Gonzaga, arcivescovo cattolico italiano († 1557)
- Wolfgang II Griesstätter zu Haslach, presbitero austriaco († 1567)
- García Jofre de Loaísa, esploratore spagnolo († 1526)
- Giovanni da Medina, religioso, teologo e ambasciatore spagnolo († 1547)
- Nikola Jurišić, nobile, militare e diplomatico croato († 1545)
- Giovanni Maria Lanfranco, organista, teorico musicale e scrittore italiano († 1545)
- Bartholomaeus Latomus, umanista lussemburghese († 1570)
- Bernardino Mantegna, pittore italiano († 1528)
- Roberto Maranta, giurista italiano († 1535)
- Bernardino Martirano, poeta e politico italiano († 1548)
- Maturino da Firenze, pittore italiano († 1528)
- Álvar Núñez Cabeza de Vaca, condottiero, scrittore e avventuriero spagnolo († 1559)
- Blasco Núñez Vela, esploratore spagnolo († 1546)
- Rodrigo Orgóñez, generale e esploratore spagnolo († 1538)
- Lorenzo Pagni, notaio, politico e diplomatico italiano († 1568)
- Borghese Petrucci, politico italiano († 1526)
- Albertino Piazza, pittore italiano († 1529)
- Albert Pigge, teologo, astronomo e matematico olandese († 1542)
- Girolamo Pittoni, scultore e architetto italiano († 1568)
- Gerolamo Sansoni, vescovo cattolico italiano († 1536)
- Giacomo Santoro, pittore italiano († 1544)
- Johannes Sapidus, umanista, poeta e drammaturgo tedesco († 1561)
- Filippo di Savoia-Nemours, duca († 1533)
- Johann Schwebel, teologo tedesco († 1540)
- Francysk Skaryna, linguista, traduttore e umanista bielorusso († 1551)
- Francesco dal Sole, matematico, astronomo e ingegnere francese († 1565)
- John Taverner, compositore e organista inglese († 1545)
- Theodoricus Tzwyvel, tipografo, compositore e matematico tedesco († 1536)
- Alfonso de Valdés, teologo e scrittore spagnolo († 1532)
- Adrian Willaert, compositore fiammingo († 1562)
- Christophe de Longueil, umanista francese († 1522)
- Paolo Battista de' Giudici, doge († 1561)